# Трговина људима у Индији
Трговина људима у Индији 2010. године, иако је незаконита по индијском закону, остала је значајан проблем. Људи су често били илегално трговани кроз Индију у сврху комерцијалне сексуалне експлоатације и присилног/везаног рада. Иако није завршена поуздана студија о присилном и ропском раду, НВО је проценио да је овај проблем утицао на 20 до 65 милиона Индијаца . Мушкарци, жене и деца су трговани у Индији из различитих разлога. Женама и девојкама се трговало унутар земље у сврху комерцијалне сексуалне експлоатације и присилних бракова, посебно у оним областима где је однос полова у великој мери искривљен у корист мушкараца. Мушкарци и дјечаци су трговани у сврху рада,  и трговци људима могу бити сексуално експлоатисани да служе као жиголи, стручњаци за масажу, пратиоци, итд.   Значајан дио дјеце је подвргнут принудном раду као фабрички радници, кућна послуга, просјаци и пољопривредни радници, а неке терористичке и побуњеничке групе су их користиле као наоружане борце. 
Индија је такође била дестинација за жене и девојке из Непала и Бангладеша којима се тргује у сврху комерцијалне сексуалне експлоатације. Непалска деца су такође кријумчарена у Индију ради принудног рада у циркуским представама. Индијке су кријумчарене на Блиски исток ради комерцијалне сексуалне експлоатације. Индијски мигранти који су сваке године вољно мигрирали на Блиски исток и Европу ради посла као кућне слуге и нискоквалификовани радници можда су такође завршили као део индустрије трговине људима. У таквим случајевима, радници су можда били 'регрутовани' путем лажних пракси запошљавања које су их довеле директно у ситуације принудног рада, укључујући дужничко ропство; у другим случајевима, високи дугови за плаћање такси за запошљавање учинили су их подложним експлоатацији од стране бескрупулозних послодаваца у земљама одредишта, где су неки били подвргнути условима присилног ропства, укључујући неисплату плата, ограничења кретања, незаконито задржавање пасоша, и физичко или сексуално злостављање. 
Трговина људима у Индији доводи до тога да жене пате од психичких и физичких проблема. Ментални проблеми укључују поремећаје као што су ПТСП, депресија и анксиозност. Недостатак контроле коју жене имају у трговини људима повећава њихов ризик од менталних поремећаја. Жене које су присиљене на трговину људима су у већем ризику од ХИВ-а, туберкулозе и других полно преносивих болести. Кондоми се ретко користе и стога постоји већи ризик да жртве оболе од полно преносивих болести.
Индија је 2011. ратификовала Протокол УН о трговини људима из 2000.  
Канцеларија америчког Стејт департмента за праћење и борбу против трговине људима ставила је земљу у „Ниво 2“ 2017.  и 2023. 
У 2023. години, Индекс организованог криминала дао је земљи оцену 8 од 10 за трговину људима, примећујући порозне границе са Непалом и Бангладешом. 

## Тужилаштво (2010)
Влада Индије кажњава трговину људима ради комерцијалне сексуалне експлоатације кроз Закон о спречавању неморалне трговине људима (ИТПА), са прописаном казном од седам година до доживотног затвора. Индија такође забрањује обвезнички и принудни рад кроз Закон о укидању обвезничког рада, Закон о дечијем раду и Закон о малолетничком правосуђу. 
Индијске власти такође користе чланове 366(А) и 372 индијског кривичног закона, који забрањују киднаповање и продају малолетника ради проституције, да ухапсе трговце људима. Казне према овим одредбама су максимално десет година затвора и новчана казна. 
Корумпирани службеници могу повремено олакшати обвезнички рад и кретање жртава трговине људима. Они штите јавне куће које искоришћавају жртве и штите трговце људима и чуваре јавних кућа од хапшења и других претњи принудом. 
Обично се не улажу напори да се реши проблем саучесништва државних службеника у трговини радницима ради запошљавања у иностранству.  Највећи део обвезничког рада одлази на Блиски исток у економије у развоју, а има их неколико, медијски извештаји који извештавају о илегалној и нехуманој трговини индијским радницима.
Индијски Централни истражни биро је у свој стандардни наставни план и програм укључио обуку о борби против трговине људима, др. Гили МекКензи из Интерполовог одељења за трговину људима и организовани криминал. У новембру 2008. године, држава Махараштра је развила акциони план за борбу против трговине људима; није, међутим, издвојила одговарајућа финансијска средства за постизање циљева овог плана. 
Влада не рашчлањава ову статистику по деловима закона, што значи да се подаци органа за спровођење закона у вези са кривичним делима трговине људима могу спојити са подацима о хапшењима жена које се баве проституцијом у складу са Одељком 8. ИТПА. 

## Заштита (2010)
Напори Индије да заштити жртве трговине људима разликују се од државе до државе, али су на многим местима и даље неадекватни. Жртве обвезничког рада имају право на 10.000 ₹ (185 америчких долара) од централне владе за рехабилитацију, али се овај програм неједнако спроводи широм земље. Државни органи не идентификују проактивно и не спасавају обвезнике, тако да мали број жртава прима ову помоћ. Иако деца којима се тргује ради присилног рада могу бити смештена у државним склоништима и имају право на 20.000 ₹ (370 долара), квалитет многих од ових домова је и даље лош, а исплата средстава за рехабилитацију је спорадична. 
Неке државе пружају услуге жртвама обвезничког рада, али невладине организације  пружају већину услуга заштите овим жртвама. Централна влада не пружа услуге заштите индијским жртвама трговине људима у иностранству ради принудног рада или комерцијалне сексуалне експлоатације. Индијске дипломатске мисије у земљама одредишта могу понудити привремено склониште држављанима који су били жртве трговине људима; Међутим, када се једном врате у домовину, ни централна влада ни већина државних влада не нуде никакву медицинску, психолошку, правну или помоћ при реинтеграцији за ове жртве. 
Одељак 8 ИТПА дозвољава хапшење жена које се баве проституцијом. Иако се не води статистика о хапшењима у складу са чланом 8, влада и неке невладине организације наводе да, кроз сензибилизацију и обуку, полицајци више не користе ову одредбу закона; нејасно је да ли су се хапшења жена које се баве проституцијом по члану 8 заиста смањила. Зато што већини органа за спровођење закона недостају формалне процедуре за идентификацију жртава трговине међу женама ухапшеним због проституције; неке жртве могу бити ухапшене и кажњене за дела почињена као резултат трговине људима. 
Неке стране жртве трговине људима у Индију не подлежу уклањању. Онима који подлежу уклањању се не нуди законска алтернатива уклањању у земље у којима се могу суочити са тешкоћама или одмаздом. Невладине организације наводе да су неке бенгалске жртве комерцијалне сексуалне експлоатације гурнуте назад преко границе без служби заштите. Влада такође не враћа непалске жртве; Ову функцију првенствено обављају НВО. Многе жртве одбијају да сведоче против својих трговаца људима због дужине поступка и страха од одмазде трговаца људима. 
Министарство за рад и запошљавање у периодичним интервалима у националним новинама приказује огласе против дечијег рада на целој страни. Влада је такође организовала информативне састанке пре одласка за домаће раднике који мигрирају у иностранство о ризицима експлоатације.  Ове мере укључују разликовање између пасоша ЕЦР и ЕЦНР. Носиоци ЕЦР пасоша морају доказати државним органима да неће бити експлоатисани када путују у иностранство, ако желе да путују. Многи индијски радници плаћају велике суме новца агентима који им олакшавају емиграцију ван званичних канала и вољно емигрирају упркос ризицима, повучени надом у веће плате у иностранству. Стога сан о бољој будућности често мами људе у иностранство и стога се трговина људима не може у потпуности спречити. 

## Заштита после 2010.
Влада Индије покренула је веб портал за борбу против трговине људима у фебруару 2014. за који се надају да ће бити ефикасан начин да заинтересоване стране поделе информације о овој теми. 
У 2017, Махеш Багват, службеник индијске полицијске службе (ИПС), награђен је наградом хероја у извјештају Стејт департмента о трговини људима (ТИП) за свој значајан допринос у борби против трговине људима у Индији.  Као комесар полиције за Рацхаконду, Телангана, Багват је водио бројне операције против трговине људима, које су резултирале спасавањем стотина жртава од присилног рада и сексуалне експлоатације.  Његова иновативна употреба законских одредби за затварање сајтова повезаних са трговином људима и његова посвећеност да борбу против трговине људима учини приоритетом у Телангани су широко препознати. 